# Eurex
De Eurex is een derivatenbeurs.
Eurex is opgericht in 1998 als fusie tussen de grootste effectenbeurzen van Duitsland en Zwitserland. De derivatendochters van de Deutsche Börse (Deutsche Terminbörse) en de Swiss Exchange (SOFFEX, Swiss Options and Financial Futures Exchange) fuseerden in 1998 om zo een elektronisch platform te creëren waarop financiële derivaten zoals opties en futures verhandeld kunnen worden. De Eurex is een van de grote drie derivatenbeurzen in de wereld, samen met de Chicago Mercantile Exchange en Euronext.
Naast opties en futures op aandelen vindt er op de Eurex veel handel plaats in afgeleide producten op de rentemarkt. De meest verhandelde derivaten op de aandelenmarkt zijn de opties en futures op de Dow Jones Eurostoxx 50 index. Op de Eurex zelf worden geen aandelen verhandeld. De schermenhandel in aandelen op de Duits-Zwitserse beurs vindt voornamelijk plaats op het handelssysteem XETRA.